# Ryszard Pracz
Ryszard Pracz (ur. 17 marca 1932 w Warszawie) – polski aktor teatralny i filmowy, autor dwóch książek – wspomnień o teatrze STS.

## Życiorys
W 1951 roku ukończył Liceum im. gen. Józefa Sowińskiego w Warszawie. W latach 1955–1975 występował w Studenckim Teatrze Satyryków, w latach 1959–1964 sprawował funkcję dyrektora naczelnego tego teatru. Był aktorem teatrów warszawskich: Rozmaitości (1975–1982) i Komedia (1982–-1992) przemianowanego w roku 1991 na Teatr Północny. 

## Kariera zawodowa
- Studencki Teatr Satyryków Warszawa 1955–1975 aktor
- STS Warszawa 1959–1964 dyrektor naczelny
- Teatr Rozmaitości w Warszawie 1975–1982 aktor
- Teatr Komedia w Warszawie 1982–1990 aktor
- Teatr Północny w Warszawie 1990–1992 aktor

## Filmografia
- 1959: Inspekcja pana Anatola − egzystencjalista
- 1961: Samson
- 1961: Dwaj panowie N − żołnierz budzony przez Oleckiego
- 1964: Barbara i Jan − członek redakcji „Echa” (odc. 2)
- 1965: Lekarstwo na miłość − strażnik w banku
- 1967: Paryż – Warszawa bez wizy − konferansjer w polskim lokalu w Paryżu
- 1969: Polowanie na muchy − kapitan wręczający puchar Włodkowi
- 1970: Przygody psa Cywila − porucznik (odc. 6)
- 1971: Milion za Laurę − członek komisji w telewizji
- 1972: Trzeba zabić tę miłość − milicjant Rysio
- 1975: Dyrektorzy − inżynier (odc. 3 i 5)
- 1976–1977: Zezem − kolega z pracy „niezadowolonego” (odc. 4), Zaremba (odc. 8), kierownik (odc. 10)
- 1976: Zaklęty dwór (odc. 2)
- 1978: Układ krążenia − dyrektor szpitala (odc. 3)
- 1978: Rodzina Leśniewskich − pan Karol (odc. 1)
- 1978: Co mi zrobisz, jak mnie złapiesz − piosenkarz Koracz
- 1980: Sherlock Holmes i Doktor Watson − Francuz (odc. 20)
- 1980: Punkt widzenia − Roman Jańczyk, zastępca dyrektora ZUS (odc. 6)
- 1980: Miś − członek ekipy filmu „Ostatnia paróweczka hrabiego Barry Kenta"
- 1981: Okno
- 1981: Dziecinne pytania
- 1983: Widziadło − sąsiad Strumieńskiego
- 1983: Fachowiec − dyrektor fabryki
- 1983: Alternatywy 4 − Walasek u prezesa spółdzielni mieszkaniowej (odc. 1)
- 1984: Miłość z listy przebojów − Wilek, członek teatrzyku
- 1985: Greta
- 1986: Zmiennicy − pan Gienek z punktu skupu makulatury (odc. 6)
- 1986: Weryfikacja − członek redakcji „Tygodnika"
- 1986: Wcześnie urodzony − ksiądz
- 1987: Rzeka kłamstwa − listonosz (odc. 5)
- 1988-1990: W labiryncie − 2 role: lekarz konsultujący stan zdrowia synka Ewy, profesor prowadzący testy Adoloranu
- 1991: Rozmowy kontrolowane − członek służby patrolowej ORMO
- 1992: Żegnaj Rockefeller − prokurator (odc. 5)
- 1993: Żywot człowieka rozbrojonego (odc. 3)
- 1995: Sukces − pracownik spółdzielni rolnej, sprzedawca ziemi (odc. 2)
- 2000: Przeprowadzki − latarnik (odc. 2)
- 2001: Czarna plaża − woźny w ambasadzie

## Odznaczenia
- Srebrny Medal „Zasłużony Kulturze Gloria Artis” (2022)[2]